# Reus
Reus es un municipio y ciudad española de la provincia de Tarragona, en la comunidad autónoma de Cataluña. Capital de la comarca del Bajo Campo, su población asciende a 109 930 habitantes (INE 2024).

## Toponimia
El origen del nombre es una derivación de la palabra latina que designaba el cruce de caminos (Reddis).[cita requerida]

## Símbolos
La primera bandera de Reus se confeccionó en seda en 1774 y estuvo en uso hasta 1943. La bandera era rojo carmesí con el escudo en el centro. En 1943 el rojo parece que se asociaba a la izquierda que acababa de ser derrotada en la guerra civil (1936-39) y por ello fue cambiada.[cita requerida] Como el escudo histórico era una rosa heráldica en campo de plata, la nueva bandera fue blanca con una rosa heráldica en el centro. Desde 1943 hasta la actualidad se han usado diversas variaciones menores de la rosa, sin variar el aspecto general de la bandera.
Actualmente la rosa tiene una nueva versión tomada del emblema oficial del pueblo. Como el emblema es oficial se supone que la bandera debería serlo, pero no consta que esté aprobada oficialmente por la Generalidad de Cataluña. El ayuntamiento la usa en todos los actos pero no ha confirmado que haya sido reconocida oficialmente.

## Geografía
Integrado en la comarca de Bajo Campo, de la que ejerce de capital, se sitúa a 14 km de la capital provincial. El relieve del municipio es predominantemente llano, de forma que la altitud oscila entre los 274 m cerca de Castellvell y los 32 m cerca de Vilaseca. La ciudad se alza a 117 m sobre el nivel del mar. Dos antiguas villas forman parte del actual municipio de Reus: El Burgar y Mascalbó. Muy antiguamente también fueron villas separadas La Boella (actualmente en el término municipal de La Canonja), Rubió y Las Comes d'Ulldemolins. El aeropuerto de Reus, que se encuentra situado entre los términos municipales de Reus y Constantí, ofrece vuelos regulares todo el año con varias ciudades europeas, la frecuencia de los cuales se incrementa durante el período estival.
| Noroeste: Aleixar | Norte: Castellvell, Almoster y La Selva del Campo | Noreste: Constantí |
| Oeste: Riudoms    |                                                   | Este: Constantí    |
| Suroeste: Riudoms | Sur: Vilaseca                                     | Sureste: Tarragona |

### Clima
Reus posee un clima mediterráneo típico que, de acuerdo con la clasificación climática de Köppen, corresponde al clima mediterráneo Csa.

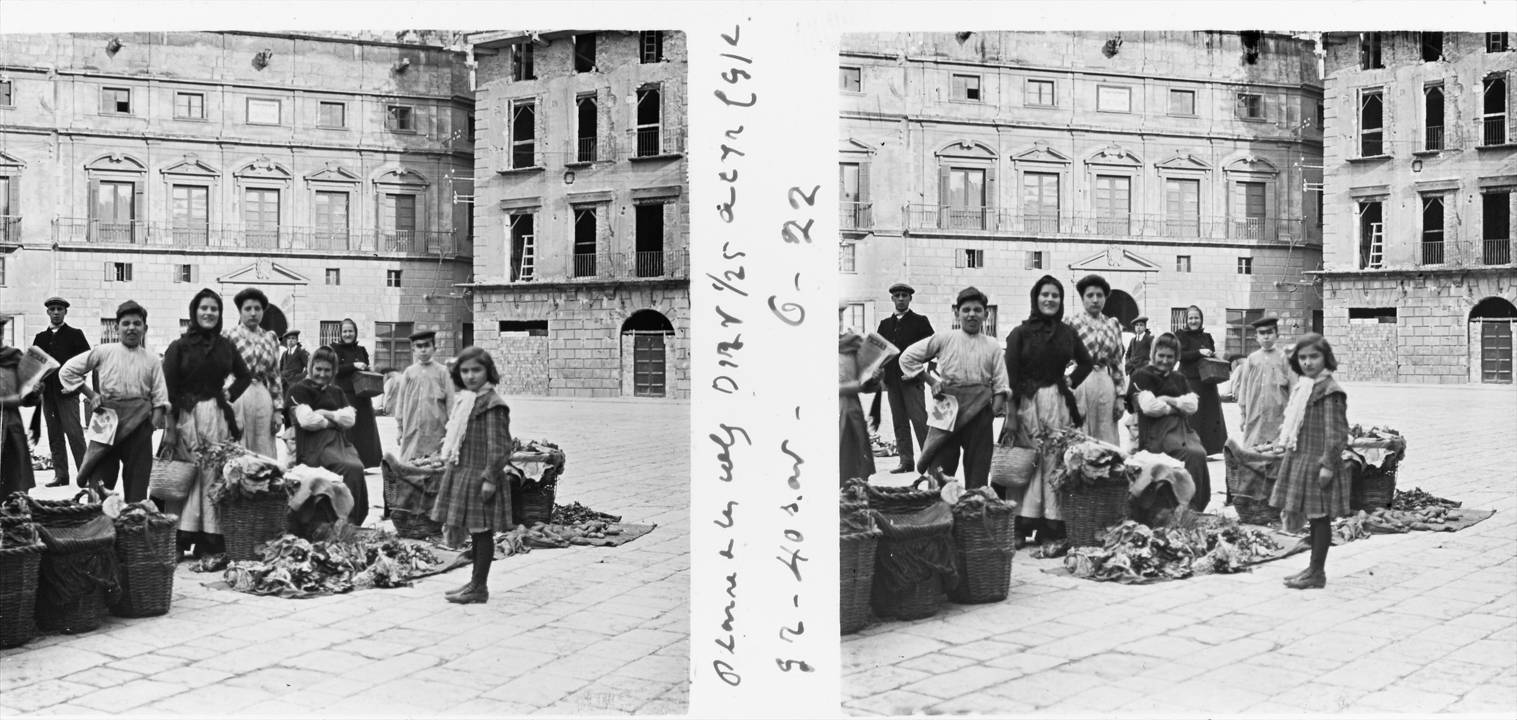
Plaza del Ayuntamiento a comienzos del

| Parámetros climáticos promedio de observatorio de Aeropuerto de Reus (71 m s. n. m. ) (1991-2020), extremas: 1952-presente) | Parámetros climáticos promedio de observatorio de Aeropuerto de Reus (71 m s. n. m. ) (1991-2020), extremas: 1952-presente) | Parámetros climáticos promedio de observatorio de Aeropuerto de Reus (71 m s. n. m. ) (1991-2020), extremas: 1952-presente) | Parámetros climáticos promedio de observatorio de Aeropuerto de Reus (71 m s. n. m. ) (1991-2020), extremas: 1952-presente) | Parámetros climáticos promedio de observatorio de Aeropuerto de Reus (71 m s. n. m. ) (1991-2020), extremas: 1952-presente) | Parámetros climáticos promedio de observatorio de Aeropuerto de Reus (71 m s. n. m. ) (1991-2020), extremas: 1952-presente) | Parámetros climáticos promedio de observatorio de Aeropuerto de Reus (71 m s. n. m. ) (1991-2020), extremas: 1952-presente) | Parámetros climáticos promedio de observatorio de Aeropuerto de Reus (71 m s. n. m. ) (1991-2020), extremas: 1952-presente) | Parámetros climáticos promedio de observatorio de Aeropuerto de Reus (71 m s. n. m. ) (1991-2020), extremas: 1952-presente) | Parámetros climáticos promedio de observatorio de Aeropuerto de Reus (71 m s. n. m. ) (1991-2020), extremas: 1952-presente) | Parámetros climáticos promedio de observatorio de Aeropuerto de Reus (71 m s. n. m. ) (1991-2020), extremas: 1952-presente) | Parámetros climáticos promedio de observatorio de Aeropuerto de Reus (71 m s. n. m. ) (1991-2020), extremas: 1952-presente) | Parámetros climáticos promedio de observatorio de Aeropuerto de Reus (71 m s. n. m. ) (1991-2020), extremas: 1952-presente) | Parámetros climáticos promedio de observatorio de Aeropuerto de Reus (71 m s. n. m. ) (1991-2020), extremas: 1952-presente) |
| Mes | Ene. | Feb. | Mar. | Abr. | May. | Jun. | Jul. | Ago. | Sep. | Oct. | Nov. | Dic. | Anual |
| --- | --- | --- | --- | --- | --- | --- | --- | --- | --- | --- | --- | --- | --- |
| Temp. máx. abs. (°C) | 24.7 | 25.0 | 27.7 | 30.2 | 33.4 | 36.9 | 38.8 | 39.8 | 34.5 | 32.5 | 28.8 | 23.7 | 39.8 |
| Temp. máx. media (°C) | 14.5 | 15.4 | 17.7 | 19.7 | 23.1 | 27.1 | 29.8 | 30.2 | 26.7 | 22.9 | 18.0 | 15.0 | 21.7 |
| Temp. media (°C) | 9.2 | 9.9 | 12.2 | 14.3 | 17.8 | 21.8 | 24.7 | 25.2 | 21.7 | 17.9 | 12.8 | 9.8 | 16.5 |
| Temp. mín. media (°C) | 3.8 | 4.3 | 6.6 | 8.9 | 12.4 | 16.5 | 19.6 | 20.1 | 16.7 | 12.8 | 7.6 | 4.6 | 11.2 |
| Temp. mín. abs. (°C) | -7.6 | -8.0 | -5.4 | -2.5 | 3.6 | 7.4 | 10.5 | 10.8 | 5.5 | 0.2 | -4.0 | -7.5 | -8.0 |
| Precipitación total (mm) | 29 | 24 | 34 | 41 | 45 | 22 | 15 | 36 | 73 | 73 | 48 | 34 | 478 |
| Días de precipitaciones (≥ 1 mm)                                                                                            | 3.7 | 3.1 | 3.9 | 5.0 | 4.8 | 2.9 | 2.1 | 3.1 | 4.9 | 5.6 | 4.6 | 3.8 | 47.4 |
| Días de nevadas (≥ 0.01 mm)                                                                                                 | 0.1 | 0.1 | 0.1 | 0.0 | 0.0 | 0.0 | 0.0 | 0.0 | 0.0 | 0.0 | 0.0 | 0.0 | 0.4 |
| Horas de sol | 167 | 178 | 211 | 231 | 264 | 294 | 319 | 276 | 222 | 189 | 165 | 158 | 2666 |
| Humedad relativa (%) | 68 | 66 | 65 | 65 | 63 | 60 | 60 | 63 | 67 | 72 | 70 | 70 | 66 |
| Fuente: Agencia Estatal de Meteorología                                                                                     | | | | | | | | | | | | | |

### Hidrografía
En el término municipal de Reus no se encuentra ningún río. Los principales barrancos (rieras) son los de la Abeurada, Zinc Ponts, Roquís, la Boella, Escorial y Pedret, y las rieras de la Quadra (que viene del municipio vecino de Almoster), de la Selva, de Maspujols y del Pi del Burgar.

### Transporte
El término municipal está atravesado por las siguientes carreteras:
- Autopista del Mediterráneo (AP-7): vía rápida de comunicación entre Barcelona y Valencia.
- Autovía del Mediterráneo (A-7): alternativa a la anterior sin peajes.
- Carretera nacional N-340: comunica con Vilaseca y Tarragona.
- Carretera nacional N-420: comunica con Gandesa y Teruel.
- Autovía autonómica C-14: se dirige hacia Salou y Montblanch.
- Autovía provincial T-11: conecta Tarragona con la carretera nacional N-420.
- Carretera provincial T-310: conecta con Riudoms.
- Carretera provincial T-314: conecta con Viñols y Archs.
- Carretera provincial T-315: conecta con la carretera nacional N-340.
- Carretera provincial T-704: conecta con Maspujols.
- Carretera local TV-3141: conecta con Cambrils.
- Carretera local TP-7049: conecta con Castellvell.
- Carretera local TV-7221: conecta con Constantí.
- Carretera local TP-7225: conecta con Pobla de Mafumet.

## Demografía
Reus cuenta con una población de 109 930 habitantes (INE 2024).
| Gráfica de evolución demográfica de Reus entre 1842 y 2021                                                          |
| |
| Población de derecho según los censos de población del INE Población de hecho según los censos de población del INE |

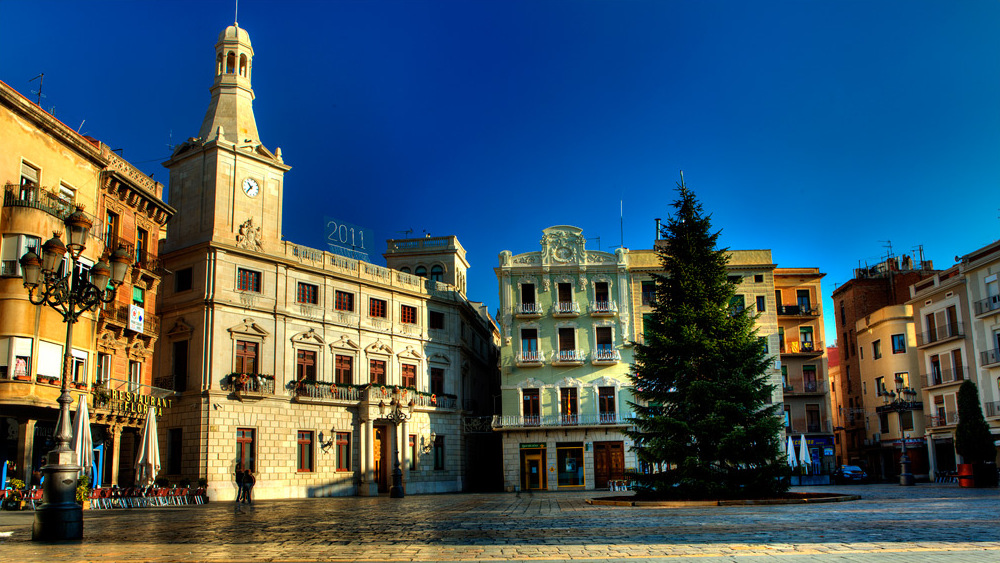
La plaza Mercadal con el ayuntamiento al fondo

Desde 1857 hasta 1910, Reus fue la segunda ciudad de Cataluña, tras Barcelona, pero su importancia como centro de la provincia decayó en beneficio de Tortosa y más tarde de Tarragona. La población apenas aumentó, pasando de los 30 266 de 1920 a los 35 950 de 1950.
Desde entonces ha vuelto a incrementarse notablemente, pasando de 41 014 habitantes en 1960 a los 107 2011 en 2012 (el límite de los 100 000 fue superado en 2005).

## Economía

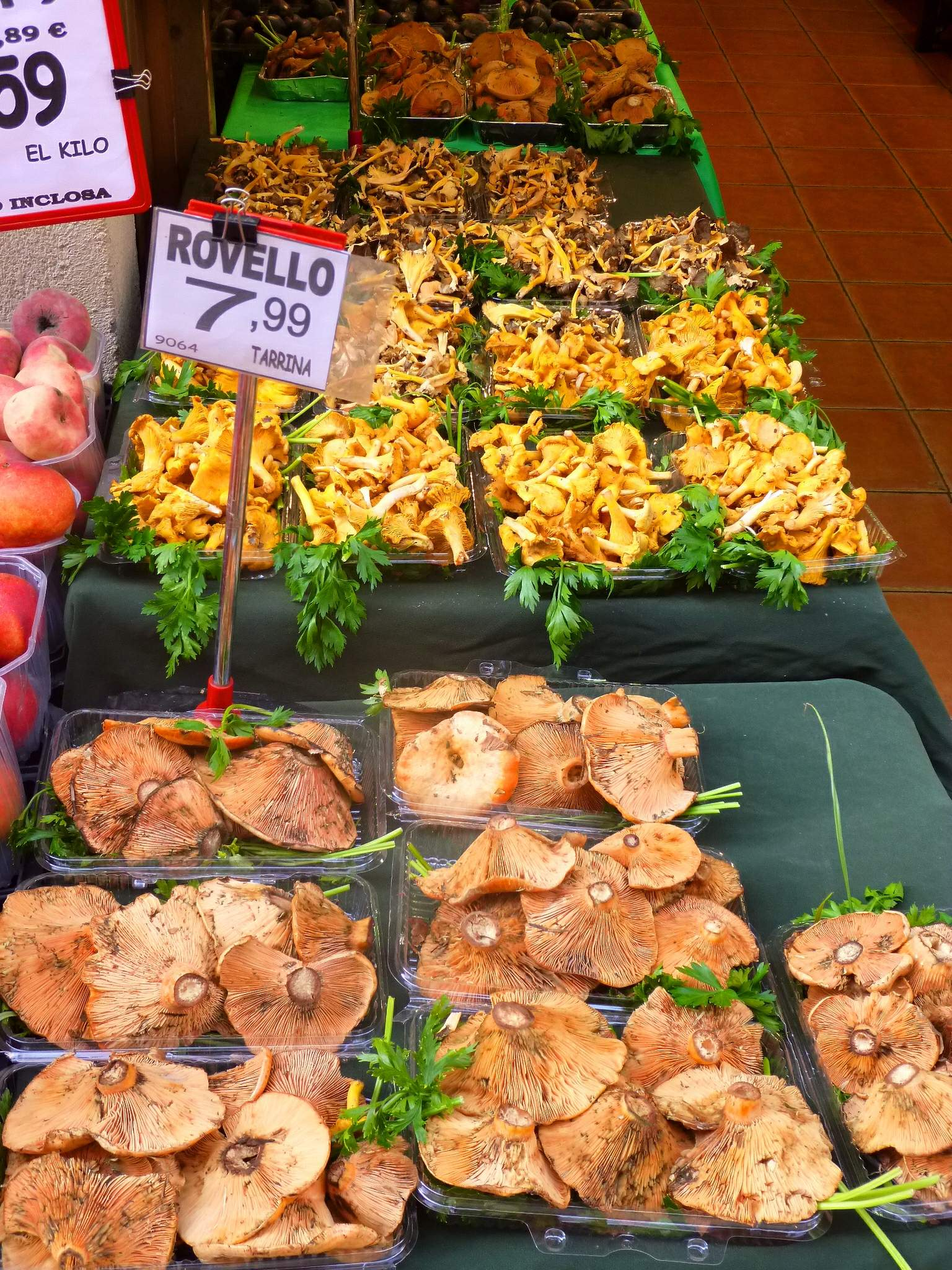
Puesto de venta de setas

La localidad destaca por su tradición comerciante y por sus tiendas y comercios de categoría, y se ha convertido en el segundo referente comercial de la provincia, por detrás de la capital, Tarragona.
Los días cercanos al 25 de julio (Santiago o San Jaime) se celebra la feria, antiguamente dedicada al ganado pero hoy en día con la presencia de muchos sectores. La Fira de Mostres (EXPROREUS) se celebra en el Pabellón de Ferias y Congresos; está situada en el Tecnoparc, zona empresarial situada entre las carreteras de Tarragona y la autovía de Bellissens.
Durante años, el desarrollo económico de Reus ha estado estrechamente ligado a los 15 polígonos industriales, entre los cuales se destacan AgroReus, Dyna, Tecnoparc, Mas de les Ànimes, Mas Batlle, Bescós, Granja Vila, Mas Ferrer, Constantí Nord, H6, Illes Medes, Nirsa, CIM del Camp, Mas Sunyer y Mas Guardia. Estas zonas han sido el epicentro de la actividad empresarial, contribuyendo significativamente al progreso económico de la ciudad. Mención especial merece Cafés Brasilia, fundada en 1960, actualmente forma parte del grupo de alimentación Nestlé.
El mercado se celebra los lunes y sábados en el Mercado Central. La lonja de contratación de los frutos secos en la plaza del General Prim, en un edificio de la Caixa d’Estalvis de Tarragona, se cerró en el 2004. Se pueden localizar tres mercados: el Central, el del Carrilet y el de la Mancomunidad de Tarragona (Mercat del camp), este último en el límite entre Reus y Tarragona, para mayoristas.
En noviembre de 2015 se inauguró el centro comercial La Fira, con tres plantas de comercio y una de restauración con una amplia terraza, así como dos aparcamientos. Dicho centro comercial alberga firmas tales como Zara, Mango, Bershka, H&M y Tagliatella. En diciembre de 2016 se confirmó la apertura en la Fira de una sala multicines.

## Administración y política

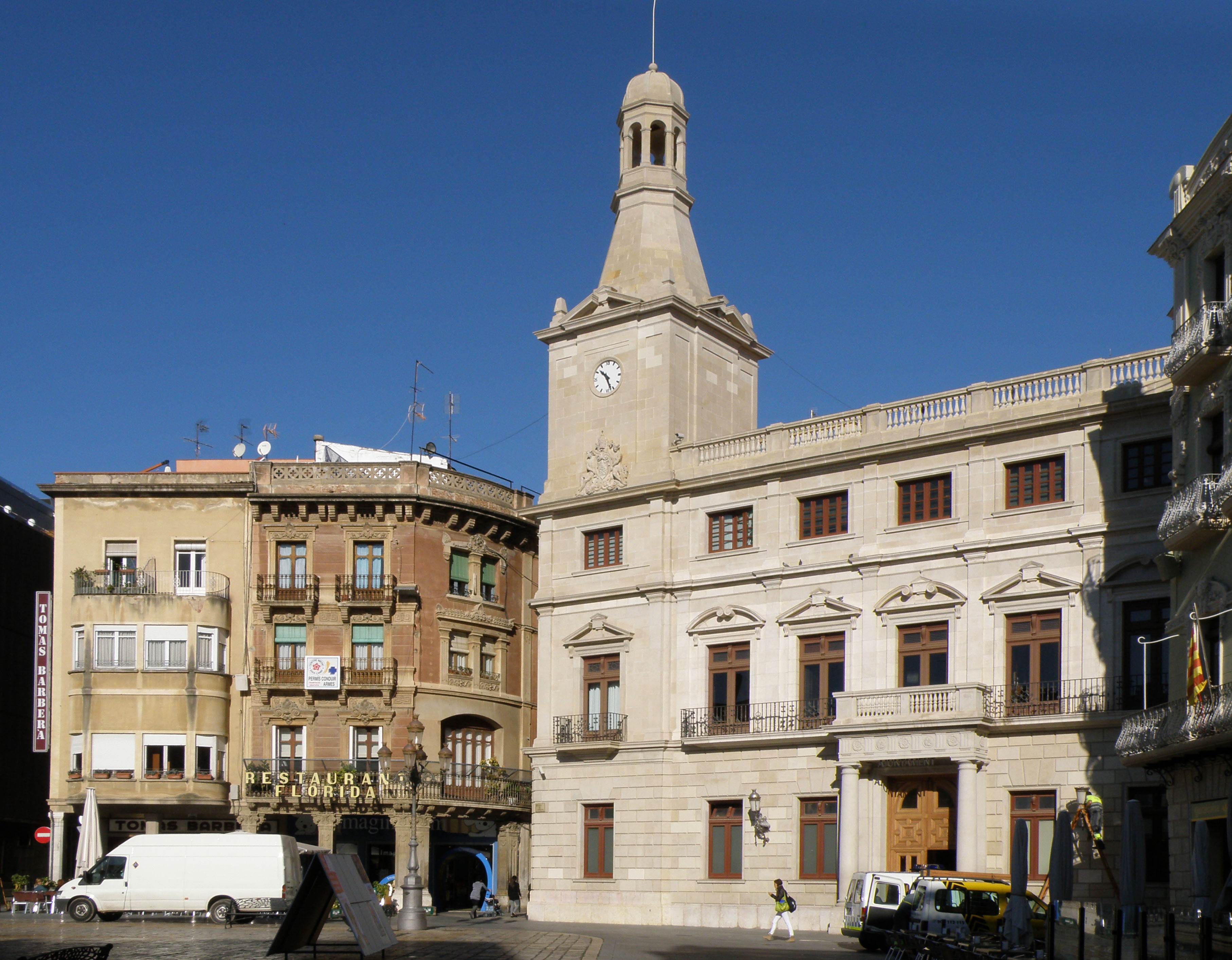
Ayuntamiento de Reus

Tras treinta y dos años de hegemonía socialista del PSC, en las elecciones municipales de 2011 por primera vez ganaba la antigua Convergència i Unió (actual PDeCAT o JxCat) obteniendo la alcaldía de la ciudad con Carles Pellicer al frente después de un pacto de gobierno con el PP. En las elecciones municipales de 2015 la antigua Convergència i Unió (actual PDeCAT) volvía a ganar las elecciones obteniendo de nuevo la alcaldía de la ciudad. En 2010 la antigua Convergència i Unió (actual PDeCAT) gobernó la ciudad junto con ERC y Ara Reus. En las elecciones de 2023 el PSC ganó las elecciones municipales, actualmente gobierna con ERC y Ara Reus.
| Periodo   | Nombre                    | Partido | Partido                                    |
| --------- | ------------------------- | ------- | ------------------------------------------ |
| 1979–1983 | Carles Martí Massagué     |         | Partit dels Socialistes de Catalunya (PSC) |
| 1983–1985 | Anton Borrell Marcó       |         | Partit dels Socialistes de Catalunya (PSC) |
| 1985–1999 | Josep Abelló Padró        |         | Partit dels Socialistes de Catalunya (PSC) |
| 1999–2011 | Lluís Miquel Pérez Segura |         | Partit dels Socialistes de Catalunya (PSC) |
| 2011–2023 | Carles Pellicer Punyed    |         | Convergència i Unió (CiU)                  |
| 2023–act. | Sandra Guaita Esteruelas  |         | Partit dels Socialistes de Catalunya (PSC) |

| Partido político                                         | 2023  | 2023  | 2023       | 2019  | 2019  | 2019       | 2015  | 2015  | 2015       | 2011  | 2011   | 2011       | 2007  | 2007   | 2007       |
| Partido político                                         | %     | Votos | Concejales | %     | Votos | Concejales | %     | Votos | Concejales | %     | Votos  | Concejales | %     | Votos  | Concejales |
| Partit dels Socialistes de Catalunya (PSC)               | 23,89 | 8641  | 8          | 16,90 | 7328  | 6          | 13,65 | 5291  | 4          | 21,45 | 8056   | 8          | 33,36 | 12 091 | 10         |
| Esquerra Republicana de Catalunya (ERC)                  | 15,62 | 5652  | 5          | 17,15 | 7434  | 6          | 8,79  | 3407  | 2          | 4,17  | 1565   | 0          | 7,87  | 2851   | 2          |
| Junts per Catalunya (JxC)-Convergència i Unió (CiU)      | 14,69 | 5313  | 5          | 22,24 | 9643  | 7          | 21,33 | 8265  | 7          | 27,87 | 10 469 | 10         | 25,13 | 9109   | 8          |
| Vox                                                      | 10,48 | 3790  | 3          | 2,72  | 1180  | 0          | —     | —     | —          | —     | —      | —          | —     | —      | —          |
| Ara Reus (AReus)                                         | 8,26  | 2989  | 2          | 6,44  | 2793  | 2          | 6,39  | 2476  | 2          | 5,27  | 1979   | 1          | —     | —      | —          |
| Partit Popular de Catalunya (PP)                         | 7,54  | 2729  | 2          | 4,72  | 2046  | 0          | 7,95  | 3082  | 2          | 16,43 | 6173   | 6          | 12,98 | 4705   | 4          |
| Candidatura d'Unitat Popular (CUP)                       | 5,94  | 2149  | 2          | 8,67  | 3760  | 3          | 17,67 | 6847  | 6          | 5,11  | 1918   | 1          | —     | —      | —          |
| En Comú Podem (ECP)-Iniciativa per Catalunya Verds (ICV) | 3,20  | 1159  | 0          | 4,64  | 2012  | 0          | 2,54  | 984   | 0          | 4,08  | 1531   | 0          | 6,85  | 2483   | 2          |
| Ciutadans (CS)                                           | 1,12  | 408   | 0          | 10,67 | 4624  | 3          | 14,34 | 5556  | 4          | 1,54  | 578    | 0          | 3,20  | 1161   | 0          |
| Coordinadora Reusenca Independent (CORI)                 | —     | —     | —          | —     | —     | —          | —     | —     | —          | 5,01  | 1880   | 1          | 5,05  | 1831   | 1          |

Siete partidos políticos tienen sede abierta en el municipio: PSUC-viu, CDC, UDC, ERC, ICV-EUiA, PSC, PPC y CORI, aunque funcionan otros sin sede (Endavant OSAN, Poble Lliure y PCC). Los sindicatos representados son siete: COS, CCOO, CONC, CGT, UGT, USO y Unió de Pagesos.

## Patrimonio

### Urbanismo

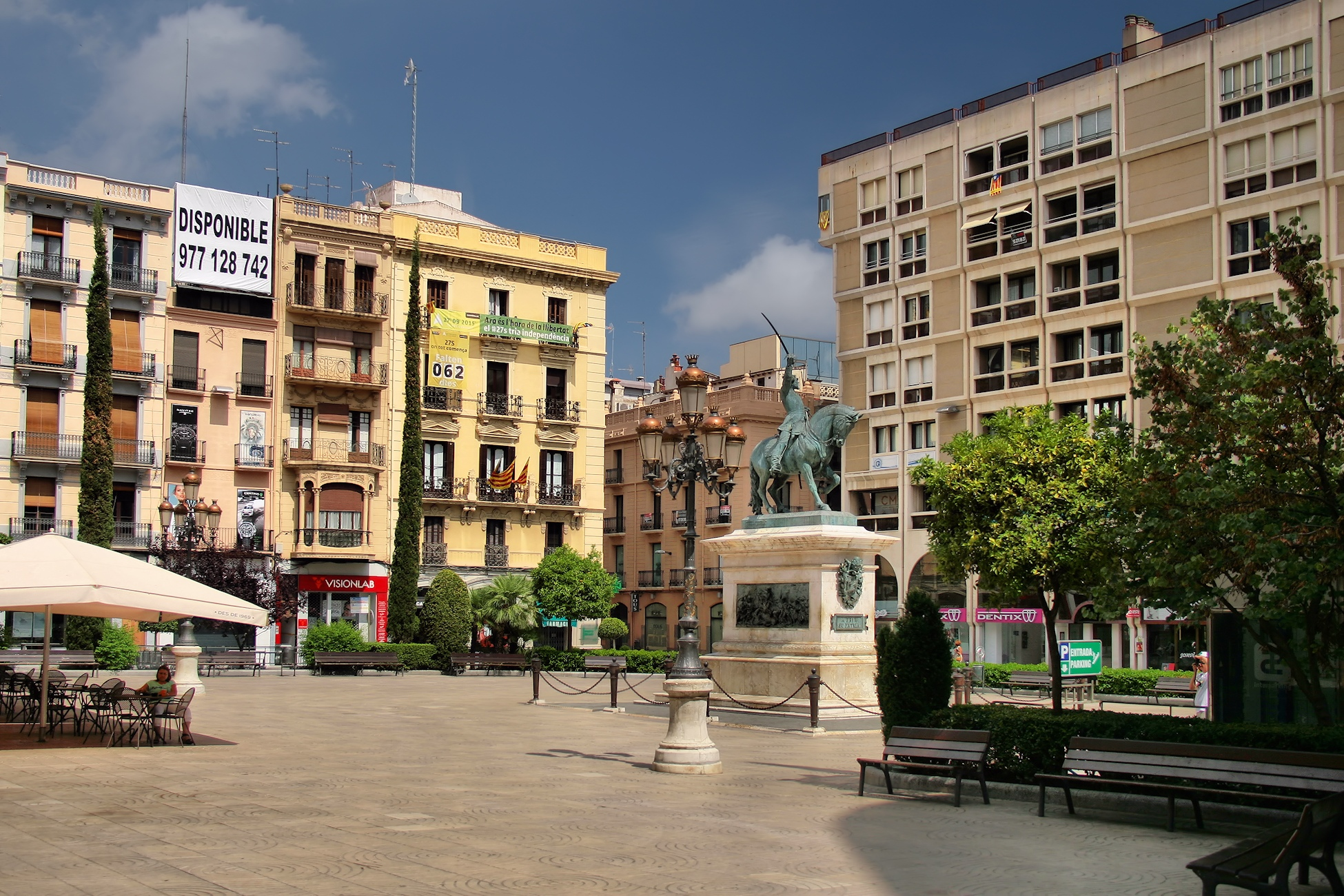
Plaza de Prim

El centro neurálgico de la ciudad lo constituyen tres plazas unidas por dos calles de intensa actividad comercial y social. La mayor de las tres, la plaza de la Llibertat, fue remodelada en 2003 y es utilizada habitualmente para exposiciones o ferias relacionadas con productos típicos de la zona, como el aceite, el vino o los frutos secos. La calle Llovera une esta plaza con la plaza de Prim, históricamente considerada el centro de la vida social de Reus y sede durante muchos años de la Lonja de Contratación. En ella se encuentra también el mayor de los dos teatros clásicos con que cuenta la ciudad, el Teatro Fortuny. La calle Monterols une a su vez esta plaza con la tercera de las mencionadas, la plaza del Mercadal (llamada así porque en ella se ubicaba históricamente el mercado de la ciudad). En la plaza del Mercadal se encuentra el edificio del Ayuntamiento, así como también el edificio modernista más emblemático de la ciudad, la Casa Navàs. El núcleo antiguo, del que formarían parte las plazas de Prim y Mercadal, pero no la de la Libertad, está ubicado entre los arrabales de Robuster, de San Pedro, de Jesús, de Martí Folguera, del Pallol y de Santa Ana, zona conocida como Tomb de Ravals. Las dos calles peatonales antes mencionadas, Monterols y Llovera, forman el eje comercial de la ciudad y, junto al Tomb de Ravals, dan a Reus un marcado carácter comercial.
Un núcleo más moderno está dentro del perímetro de la riera Miró, avenida San Jorge, calle Dr. Robert, paseo Mata, paseo Sunyer, plaza de las Ocas, paseo Prim, plaza Pastoreta, avenida La Salle, avenida Pedro el Ceremonioso y riera de Aragón. Más allá de estos límites la ciudad está en expansión.
La comisaría de los Mozos de Escuadra está ubicada al principio de la avenida de Falset; los juzgados, próximos al centro comercial Carrefour (donde hay un hotel NH y múltiples oficinas), en la avenida Mariano Fortuny; y la Guardia Urbana en la avenida Mariano Fortuny también, junto al Club Natació Reus Ploms. Existen aparcamientos municipales en la plaza de las Ocas, plaza de la Libertad, plaza Prim, plaza Pastoreta, centro comercial La Fira y plaza del Baluard.

### Patrimonio

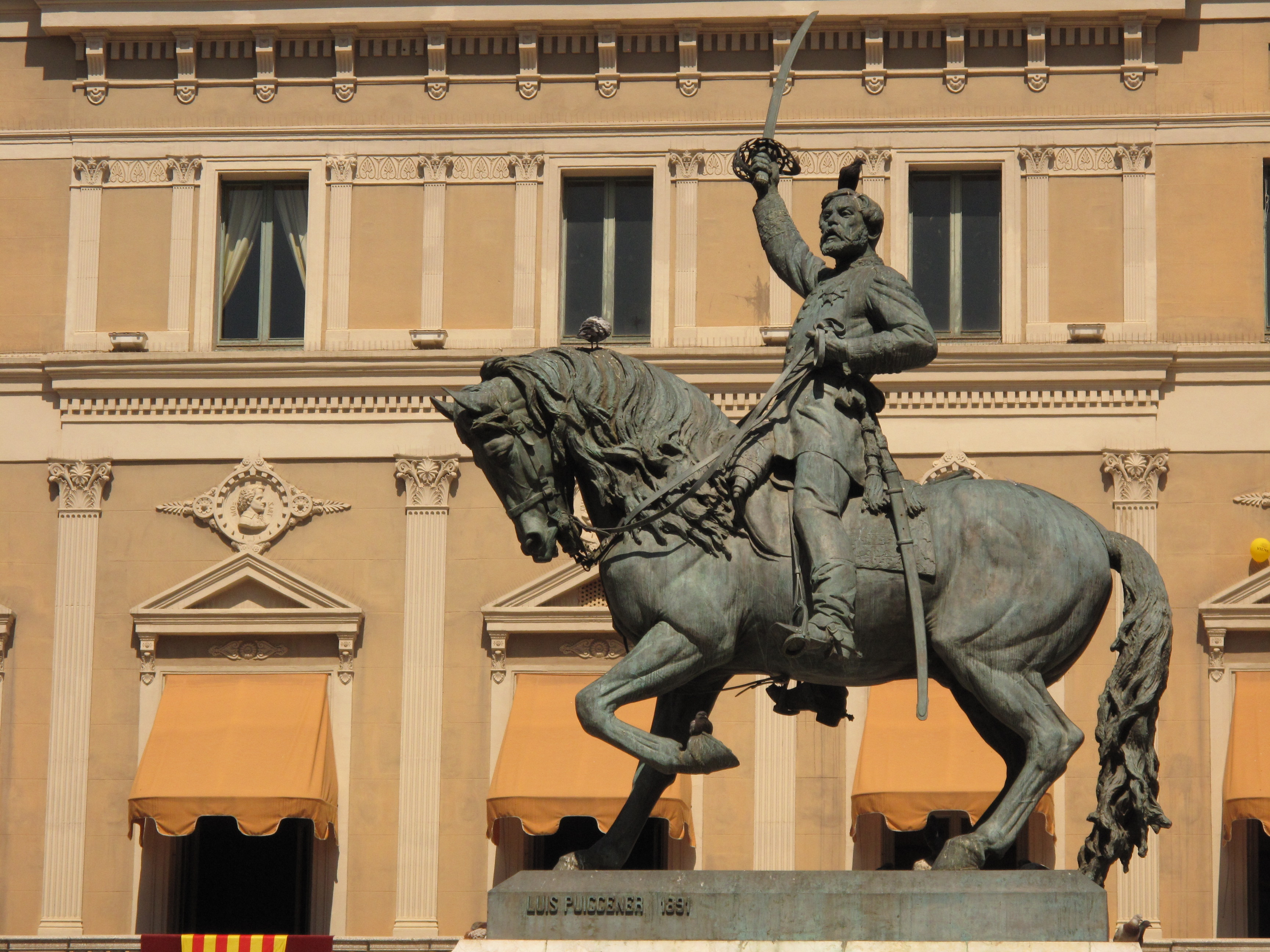
Monumento al general Juan Prim

Quedan muy pocas fuentes: la de la plaza de la Sangre (de 1779), la de Neptuno, en la plaza del Víctor (de 1789), y la de Hércules en la plaza del mismo nombre (datada en 1857). Fuentes ornamentales son las del Niño de las Ocas (en la plaza de las Ocas), Triptòlem (plaza Juan Rebull) y la de la plaza del Canal (al lado de la estación de autobuses). Hay también fuentes en las estatuas de la Pastoreta (plaza Pastoreta) y de Mariano Fortuny (plaza de la Libertad). Otras estatuas sin fuentes son la de Prim (plaza del General Prim) y la del Condesito (en la plaza Mariano Fortuny, junto al edificio de La Caixa).
Curiosamente, no existe ningún monumento a la figura heroica sin duda alguna más conocida en toda España y natural de Reus: Agustina de Aragón.

### Edificios singulares

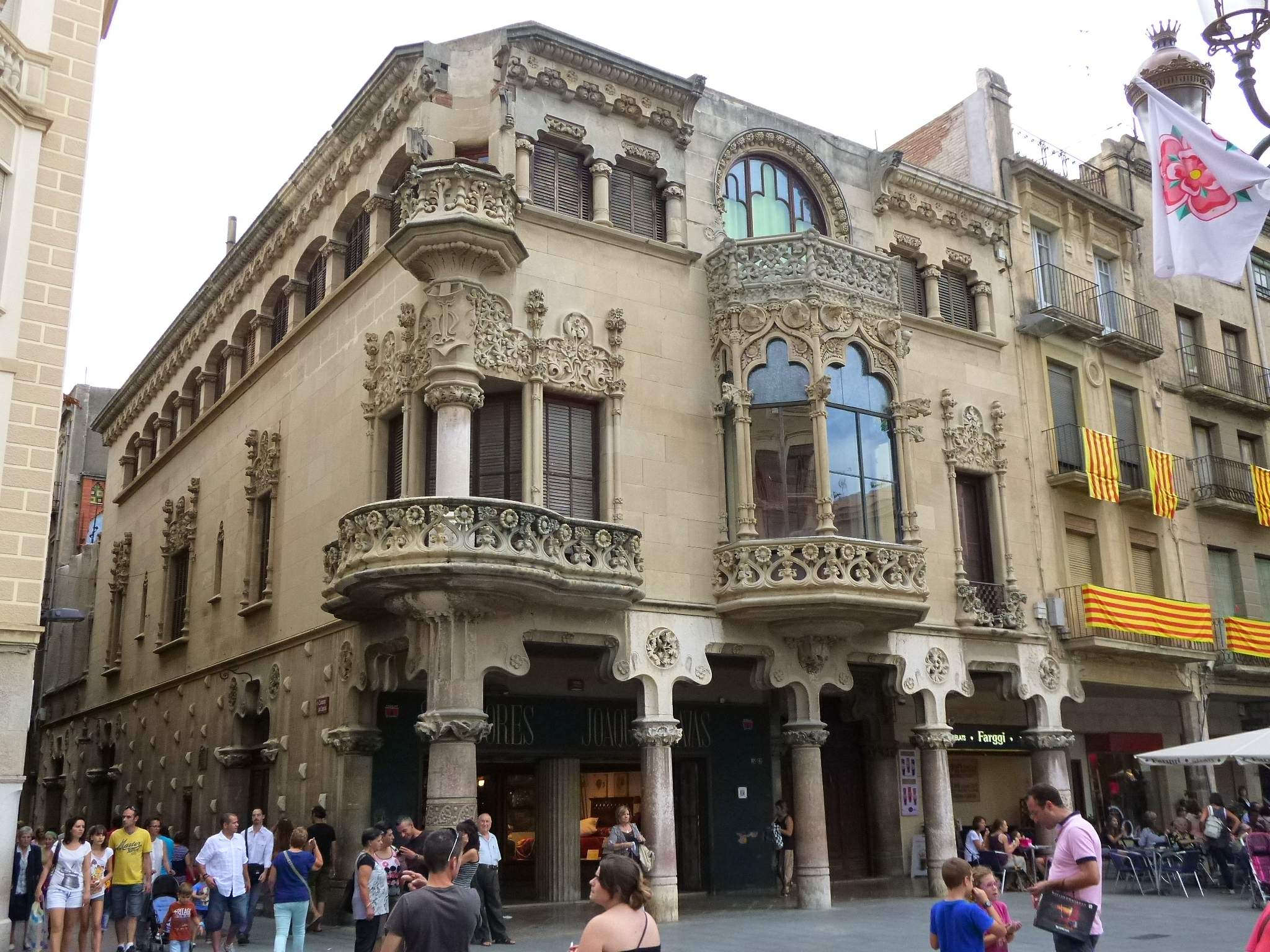
Casa Navàs

- Palacio Bofarull (sede del Conservatorio de Música).
- Palacio de los marqueses de Tamarit (Centro de Lectura).
- Casa Navàs, arq. Domènech i Montaner, en la plaza Mercadal.
- Casa Piñol, arq. Pere Casillas y Tarrats, en la plaza Mercadal.
- Instituto Pere Mata (1897-1912), arq. Domènech i Montaner; en la ctra. Instituto Pere Mata, 1; partida de Monterols. Construido entre 1897 y 1912 como hospital psiquiátrico.
- Casa Cochs, en la calle Prat de la Riba.
- Cal Boule, en el rabal de Santa Ana.
- Casa Rull (antiguo Museu Prim-Rull, sede del Instituto Municipal de Acción Cultural, IMAC), en la calle de San Juan.
- Casa Gassull, en la calle de San Juan.
- Casa Serra, en la carretera de Castellvell.
- Campanario de la Prioral de San Pedro, en la plaza de San Pedro.
- Castell del Cambrer, actualmente reformado, en la plaza del Castillo.
- Banco de España, en el rabal de Santa Ana, actualmente Museo Salvador Vilaseca.
- El Ayuntamiento, en la plaza Mercadal.
- Diversas casas de la ruta del modernismo.
- Pabellones del hospital universitario.
- Escoles Prat de la Riba (escuela construida en 1911 e inaugurada en 1917).

## Cultura

### Fiestas locales

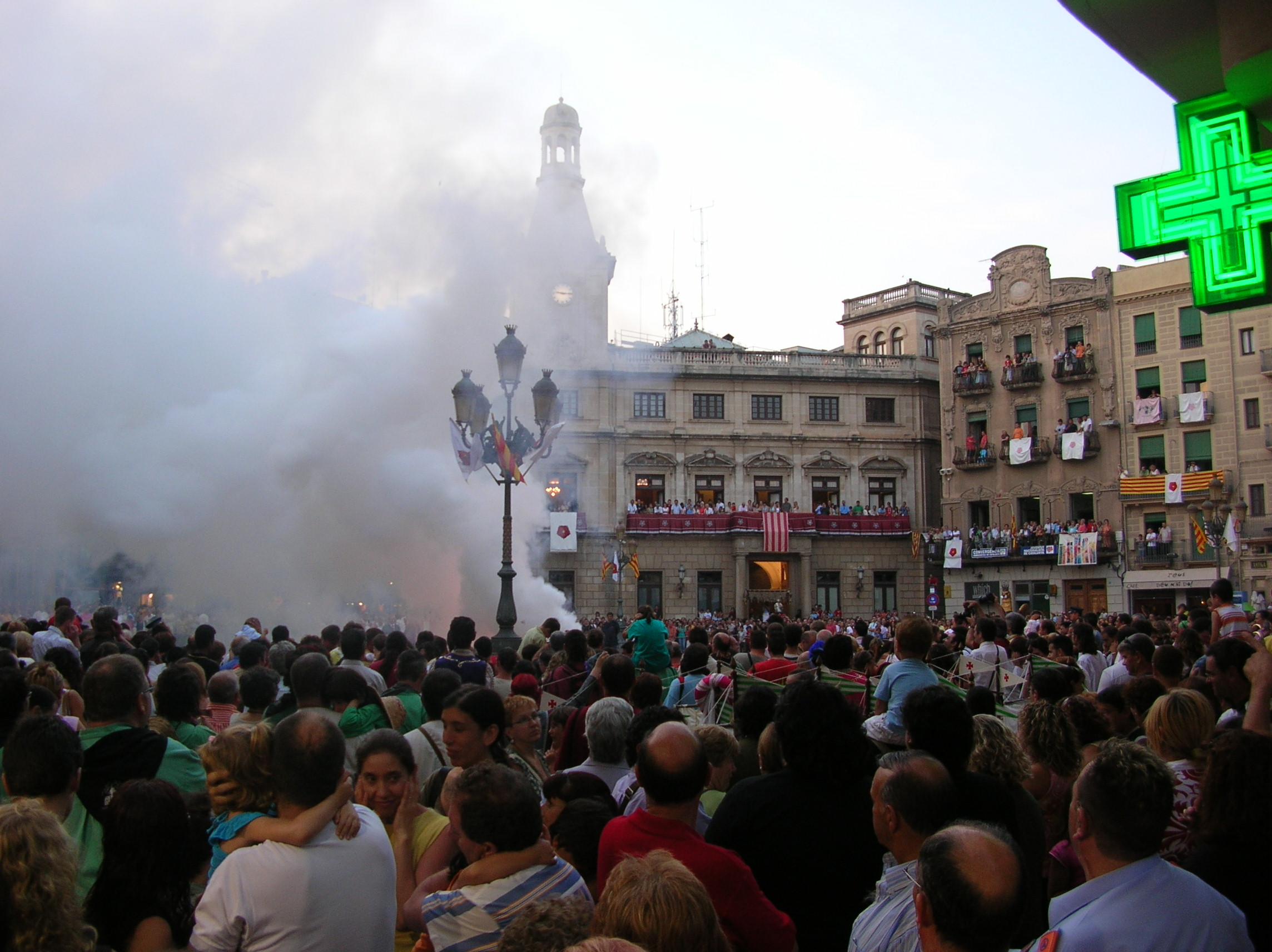
La tronada de Reus, durante la Fiesta Mayor de Reus

La Fiesta Mayor de Reus es San Pedro, el 29 de junio. Además el 25 de septiembre se celebra la fiesta de Nuestra Señora de la Misericordia. Uno de los actos más característicos y populares de la fiesta mayor es la llamada «tronada», que consiste en una serie de 29 pequeños morteros (mascles) e intercalados entre ellos fuertes «truenos» o petardos dispuestos en fila por el suelo y dando la vuelta a la plaza del Mercadal (del ayuntamiento) unidos por un reguero de pólvora trazado a mano. Ésta termina en un cuadrado final delante de la casa consistorial haciendo un dibujo con pólvora, más truenos y cuatro mascles más.
Otras fiestas destacadas son el carnaval y la fiesta de la Ida a la Antigua hacia Salou. Muchos barrios del municipio tienen sus propias fiestas.

### Espacios culturales

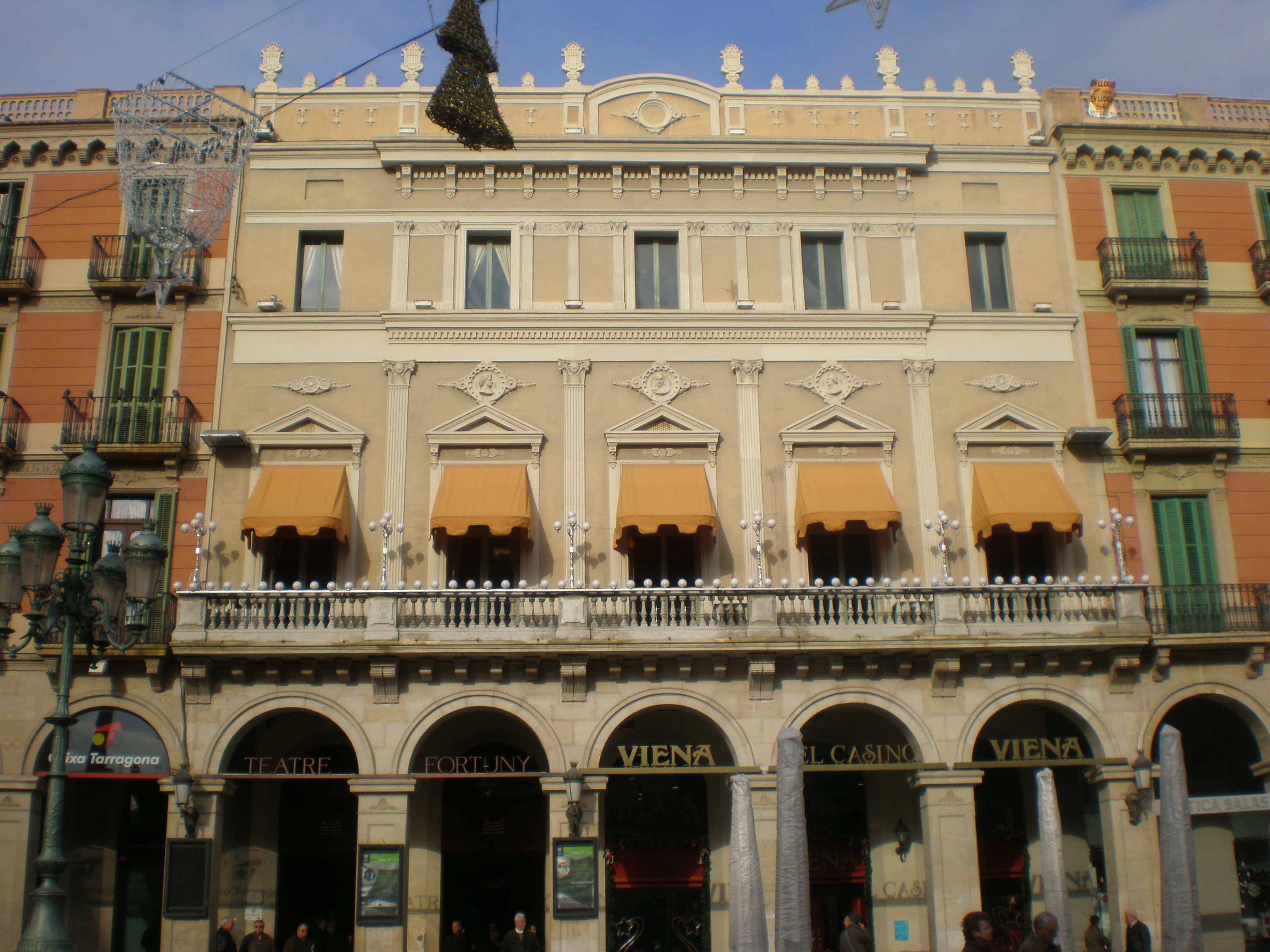
Teatro Fortuny

La localidad tiene varios teatros: Fortuny, Teatro Bràvium y Bartrina.
Hay un museo (Museo Salvador Vilaseca) y dos archivos (el histórico comarcal y el administrativo/notarial). Hay también seis salas de arte. Cuenta con un centro de interpretación sobre Antoni Gaudí llamado Gaudí Centre, situado en la plaza del Mercadal.
La biblioteca principal es la biblioteca central de Reus Xavier Amorós, construida en el antiguo matadero público. También existe la biblioteca del Centro de Lectura, pero solo para socios. Adicionalmente hay cuatro pequeñas bibliotecas en los centros cívicos de los distritos.
En cuanto a la música, se encuentra la entidad del Orfeó Reusenc, dedicada al canto coral. Además existen dos docenas de bandas de música, coblas y gralles, y la misma cantidad de colles de la fiesta mayor y de carnaval. Los centros de esparcimiento son diez.
El edificio de La Boella, casa natal de Mariano Fortuny alberga el Centro de Amigos de Reus, una asociacón dedicada a fomentar y promocionar la cultura. Organizan exposiciones temporales.

### Gastronomía

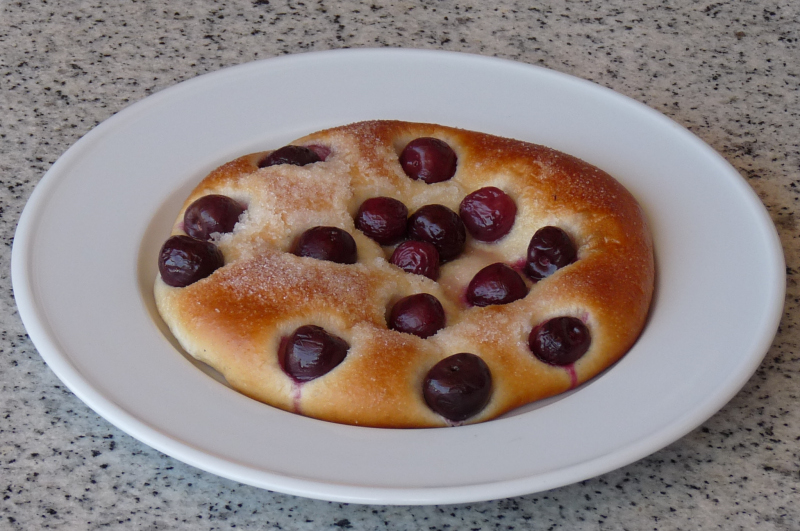
Coca con cerezas

La avellana de Reus cuya producción actual de la avellana de Reus se concentra en la provincia de Tarragona. Su comercio se regulaba en la lonja de Reus ya desde el siglo XIII. Se trata de un fruto tradicionalmente integrado en la dieta mediterránea de distintas formas, ya sea como aperitivo, como ingrediente de múltiples recetas y bebidas o como elemento esencial de la industria confitera. La D.O. Avellana de Reus fue reconocida en 1997. Su presentación en el mercado es variada: con cáscara, con grano entero -también conocida como avellana descascarillada o avellana en grano-, y tostada.

### Bebidas

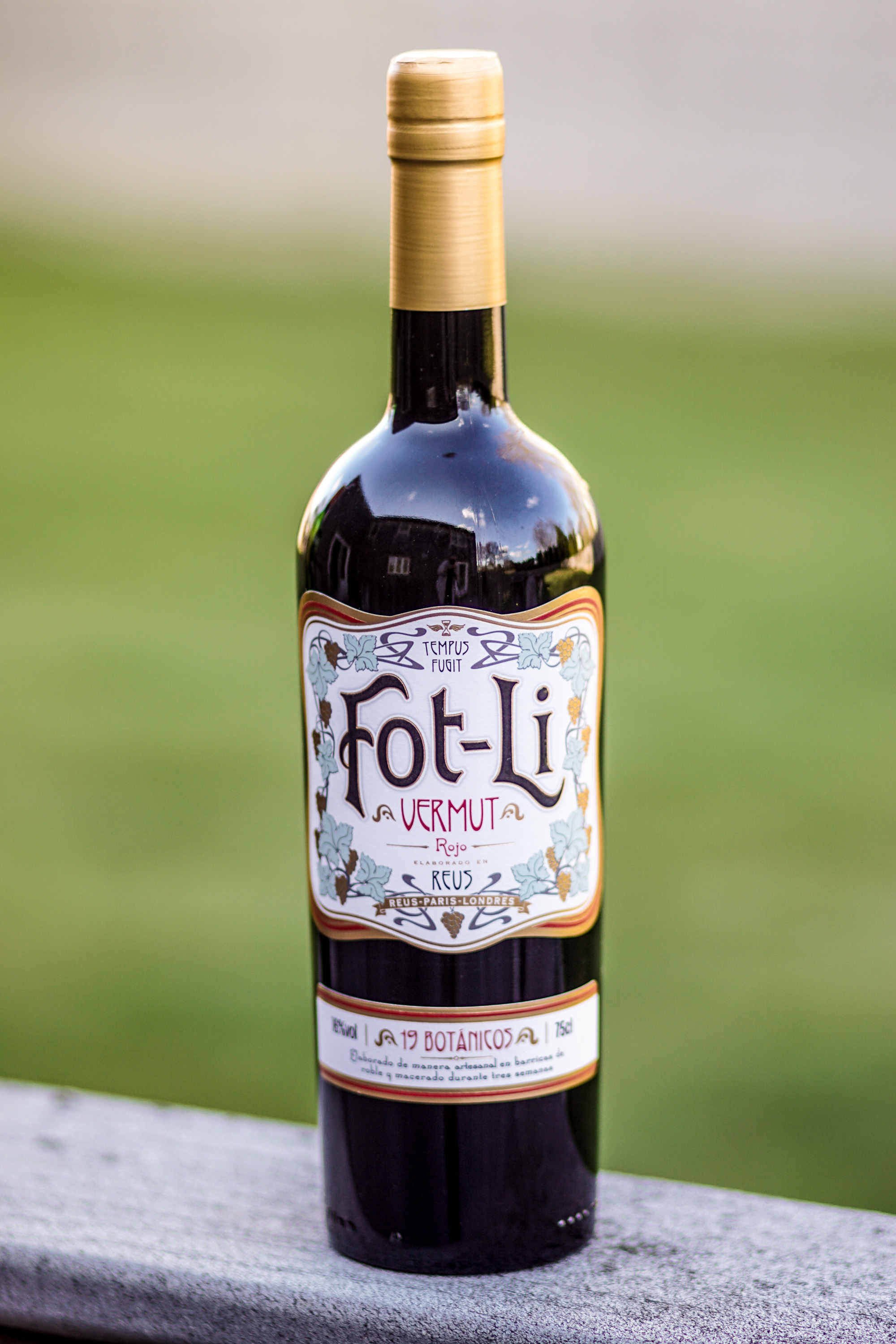
Fot-Li Vermut se hace en Reus

El plim, una mezcla de zumos de frutas, es una bebida típica de Reus. El Plim se fabrica desde 1928, cuando el señor Joan Gili empezó a comercializarla. El nombre proviene, según las malas lenguas, de la respuesta de uno de los comerciales de la empresa cuando se empezó a fabricar. Según se cuenta, al pedirle qué nombre se le podría poner a la bebida, este contestó: «¡A mí, Plim...!».
El vermut posee una gran tradición en la ciudad. En 1957, se funda Vermuts Miró en Reus. Con el vermut se elabora el masclet; esta bebida, típica de la fiesta mayor de Reus, es una mezcla de vermut y plim. Actualmente es la bebida oficial de la fiesta mayor. La almendrina, otro producto típico, es una leche de almendra que se puede utilizar como edulcorante, bebida caliente o bebida fría.
El café, aunque es una bebida muy común en nuestro país, está muy arraigada en Reus pues en 1960, en Miquel Colás i Piquer y Ramón Ginés fundaron Cafés Brasilia. En los setenta, se consolidaron como una marca destacada, expandiendo su oferta a frutos secos y estableciendo tiendas. En 1980, inauguraron una nueva fábrica. En 1984, Nestlé adquirió el 50 % la empresa y se fusionó con otras marcas para formar Productos del Café, S.A. En 2007, esta entidad se integró en Nestlé España, marcando el final de su trayectoria independiente.

### Educación
Reus tiene diecisiete guarderías o parvularios, veinte centros de educación primaria públicos, diez de secundaria, tres centros universitarios de la Universidad Rovira i Virgili (URV): la facultad de Ciencias Económicas y Empresariales, la Escuela Técnica Superior de Arquitectura de Reus, y la Facultad de Medicina y Ciencias de la Salud. Además tiene el Centro de Estudios Superiores de la Aviación (CESDA) adscrito también a la misma Universidad Rovira i Virgili, y situado en terrenos del Aeropuerto de Reus.
Hay también escuela de arte y diseño, Escuela Oficial de Idiomas, escuela de adultos, y el Centro d'Arts Escèniques de Reus (CAER), donde se hacen adaptaciones de obras teatrales, y se crean espectáculos, que pueden ser estrenados y representados en Reus o en otras ciudades. También tiene una sede de la universidad UOC.

### Deporte
En el ámbito del deporte, Reus cuenta con seis campos de fútbol, el del Distrito V (Barrio Montserrat) (Césped Artificial), dos en el del Reus Deportiu (1-césped natural y 1-artificial), el de La Pastoreta (césped artificial), el Mas Iglesias (actualmente instalándose césped artificial) y el del Reddis (césped artificial). En el 1992 se inauguró el Pabellón Olímpico (donde se disputaron varias pruebas olímpicas de hockey sobre patines), y recientemente las piscinas municipales.
- El equipo Reus Deportiu de hockey patines es el máximo referente deportivo de la ciudad. Ha ganado, entre otros muchos títulos, ocho Copas de Europa (la última, en 2017) y el Mundial de Clubes (2009).
- El Reus Deportiu también tiene una sección de patinaje artístico donde el grupo grande compitió el año 2011 en Nueva Zelanda el mundial de patinaje artístico y ganó el título de Campeonas del Mundo, y el grupo juvenil en 2014 y en 2017 han sido las campeonas de Europa.
- El equipo local de fútbol, el Club de Futbol Reus Deportiu, compitió en Segunda División hasta su desaparición en 2020.
- El Reus Futbol Club Reddis es un club fundado en 1922 el cual después de la desaparición del Reus Deportiu adopta los colores de este, ahora juega en el Estadio Camp Nou Municipal y juega en el Grupo 5 de Tercera Federación (El quinto nivel del Sistema de ligas de fútbol de España)
- C.N.Reus Ploms, otro club histórico de Reus y que en hockey patines destacó por estar varios años en división de honor. Este club siempre ha tenido excelentes atletas, destacando en natación y en atletismo.
- Mare Molas Reus CFS que milita en 3.ª División Nacional de fútbol sala.
- El Club Esportiu Legna Reus fue creado en el año 2005 y compite en fútbol sala, generalmente en la Federación de Fútbol. También participó en la Federación Catalana de Fútbol Sala.
- La U.D. Inmaculada se fundó en el año 1983, el Local Social del club es el Mesón el Quijote que se encuentra en el Barrio Inmaculada de Reus.
- La Associació Esportiva Reus Futsal Club fundado en 2007, con escuela de fútbol sala base y primer equipo compitiendo en la Preferente Catalana.
- La sección de fútbol sala del Club Esportiu Despertaferro con un equipo sénior masculino compitiendo generalmente en 1.ª provincial y un equipo femenino.
- El equipo Reus Unió CFS, fundado en 2010, compite en tercera división territorial.
- El equipo Steaua de Grifo, fundado en 2013, no compite a nivel federativo, pero sí en torneos locales.
- Los Reus Imperials, equipo fundado en 1989, compete en la serie A de la Liga Nacional de Fútbol Americano, tras haber ganado en 2015 el título de la serie B y conseguir así el ascenso. En su segunda temporada en la máxima categoría del Fútbol Americano español consigue llegar a la final.

## Ciudades hermanadas
- Astorga (España)
- Chihuahua (México)
- Bahía Blanca (Argentina)
- Alborada Nueva (Brasil)
- Deva (España)
- Gandía (España)